# Nadleśnictwo Babimost
Nadleśnictwo Babimost – nadleśnictwo należące do Regionalnej Dyrekcji Lasów Państwowych w Zielonej Górze, położone na terenie gmin: Trzciel, Szczaniec, Świebodzin, Zbąszynek, Babimost, Kargowa, Sulechów, Siedlec i Zbąszyń. Obejmuje 16 023 ha, w tym powierzchnia leśna 15 508 ha. Lesistość wynosi 36,2%, a przeciętny wiek drzewostanu to 56 lat. Obszar nadleśnictwa pokrywa głównie ubogi bór sosnowy. 